# Natas
I Natas (Nation Ahead of Time And Space) era un gruppo rap statunitense di Detroit. Il gruppo non ha registrato più nuovo materiale dal 2002, e i suoi membri non si esibiscono insieme dal 2009.

## Storia
Esham conobbe Mastamind quando studiava alla Osborne High School. Mastamind gli regalò una demo con tre sue canzoni, portando i due a fondare il gruppo con l'amico di lunga data di Esham, T-N-T, e decidendo di chiamarlo Natas, acronimo di "Nation Ahead of Time And Space" (una Nazione in vantaggio di tempo e spazio), e perché, se letto al contrario, risulta in "Satan". Nel 1992, i Natas pubblicarono il loro primo album, Life After Death con la Reel Life Productions di Esham. A seguito della pubblicazione di questo album, Esham, i Natas e la Reel Life Productions furono soggetti a molte critiche quando un fan diciassettenne si suicidò mentre fumava cannabis e giocava alla roulette russa ascoltando Life After Death.

## Discografia
- Life After Death (1992)
- Blaz4me (1994)
- Doubelievengod (1995)
- Multikillionaire: The Devil's Contract (1997)
- WicketWorldWide.COM (1999)
- Godlike (2002)
- N of tha World (2006)
- The Vatican (mixtape) (2009)